# Arne Olsson (konstnär)
Per Olof Arne Olsson, född 17 november 1918 i Grundsunda, Västernorrlands län, död 3 september 2004 i Örnsköldsvik, var en svensk  målare och grafiker.
Han var son till sjökaptenen Konrad Olsson och Edla Johansson och från 1952 gift med tandläkaren Anna Maja "Mary" Nenzén. Olsson studerade vid Otte Skölds målarskola i Stockholm och under studieresor till bland annat Norge, Frankrike, Portugal och Marocko. Tillsammans med Rune Pettersson och Gunnar Hållander ställde han ut på Borås konstsalong 1948 och tillsammans med Karl-Erik Nordin och Harry Sandberg på Galleri Brinken i Stockholm 1957 samt tillsammans med Malte Nyberg-Tolf och Åke Lagerborg i Husum 1958. Separat ställde han bland annat ut på Hantverkshuset i Umeå, Galerie Æsthetica i Stockholm samt i Härnösand och Östersund. Han medverkade i samlingsutställningar arrangerade av Ångermanlands konstförbund, Västerviks konstförening, Bodens konstförening och Östersunds konstklubb. En retrospektiv utställning visades på Rådhuset i Örnsköldsvik 2003.
Bland hans offentliga arbeten märks väggmålningar i Örnsköldsvik, ett gallerverk för Sundsvallsbanken i Sollefteå samt skulpturen New York—New York som genom en gåva från Carl XVI Gustaf 1991 finns i FN-högkvarteret i New York. Han tilldelades Örnsköldsviks konstförenings resestipendium 1949. Hans konst består av porträtt, gruppbilder, stilleben, interiörer och landskap utförda i olja, akvarell eller linoleumsnitt. Olsson är representerad vid Borås konstmuseum, Sundsvalls museum, Umeå museum, Wasa museum och Tammerfors museum.